# Pygora pygidialoides
Pygora pygidialoides är en skalbaggsart som beskrevs av Renaud Maurice Adrien Paulian 1994. Pygora pygidialoides ingår i släktet Pygora och familjen Cetoniidae. Inga underarter finns listade i Catalogue of Life.